# Olga Liashchuk
Olga Liashchuk (en ucraniano: Ольга Лящук, nacida el 1 de junio de 1985) es una atleta de fuerza profesional ucraniana de Donetsk. Es dos veces campeona del Arnold Strongwoman Classic y ganadora de las competencias La mujer más fuerte del mundo, Strongest Woman in the World y Shaw Classic Open (Femenil).

## Carrera
Olga mostró interés en los deportes desde su infancia y se inició en el atletismo a una edad temprana. Cuando era adolescente, saltó con pértiga 3,9 metros (12' 91/2") al aire libre y 3,8 metros (12' 53/5") en el interior. Olga participó en el Campeonato Mundial Arnold Amateur Strongwoman 2016 en Columbus, Ohio y quedó en tercer lugar. Al participar en competencias convencionales de atletismo de fuerza en los años siguientes, ganó La mujer más fuerte del mundo en Daytona Beach, Florida, La mujer más fuerte del mundo en Las Vegas, Nevada y se convirtió en la primera atleta en ganar el Arnold Strongwoman Classic en Columbus, Ohio dos veces consecutivas. Olga también ostentaba dos récords mundiales Guinness por el tiempo más rápido en aplastar 3 sandías entre los muslos, con un tiempo de 14,65 segundos en 2014 y con un tiempo de 7,59 segundos en 2018.  
Olga ha competido en 18 competencias internacionales de atletismo de fuerza y es siete veces campeona, lo que la convierte en la atleta de fuerza profesional más exitosa de la historia.